# Лејксајд (округ Сан Патришио, Тексас)
Лејксајд (енгл. Lakeside, San Patricio County) град је у америчкој савезној држави Тексас.

## Демографија
По попису из 2010. године број становника је 312, што је 21 (-6,3%) становника мање него 2000. године.
| Група             | 2000.       | 2010.       |
| Белци             | 222 (66,7%) | 173 (55,4%) |
| Афроамериканци    | 2 (0,6%)    | 1 (0,3%)    |
| Азијати           | 1 (0,3%)    | 0 (0,0%)    |
| Хиспаноамериканци | 106 (31,8%) | 138 (44,2%) |
| Укупно            | 333         | 312         |